# Georgetown (Washington DC)
Georgetown  és un barri històric i tradicionalment de la classe alta de la ciutat de Washington DC, sobre la ribera del Riu Potomac.
Fundada el 1751, la ciutat de Georgetown va precedir substancialment l'establiment de la ciutat de Washington i el Districte de Colúmbia. El 1776, Georgetown era una de les grans ciutats de Maryland. Va ser assimilada al Districte de Colúmbia el 1790, però va mantenir un estatus d'autonomia fins al 1871, quan tot aquest districte va ser assimilat a la ciutat de Washington.
Avui, els principals corredors comercials de Georgetown són M Street i Wisconsin Avenue, que compta amb centres comercials, bars, restaurants, etc. Georgetown és el bressol del Campus principal de la Universitat de Georgetown i s'hi troba l'Old Stone House, l'edifici més antic de Washington, DC. Les ambaixades de França, Mongòlia, Suècia, Tailàndia, Veneçuela i Ucraïna estan localitzades a Georgetown.

## Història
El 1632, el comerciant anglès Henry Fleet va descobrir un poble nadiu anomenat Tohoga al lloc on actualment es troba Georgetown i hi va establir una factoria. Georgetown va ser ascendit a poble i poblat per escocesos el 1751, quan l'àrea era part de la colònia britànica de Maryland. Georgetown es localitzava sobre territori de George Gordon i George Beall.
Situat sobre el riu Potomac, Georgetown era el punt més llunyà a què les naus interoceàniques podien arribar remuntant. Gordon va construir una casa inspectora de tabac el 1745. Aquest tabac ja era traslladat des de terra per vies aquàtiques fins aquí, on aquesta casa va ser construïda. Dipòsits, molls i altres edificis van ser construïts al voltant de la casa d'inspecció i veloçment l'assentament es va convertir en una petita comunitat. Poc temps pas fins que Georgetown es convertís en un pròsper port, facilitant a les naus comercials tabac i altres béns de la Maryland colonial.

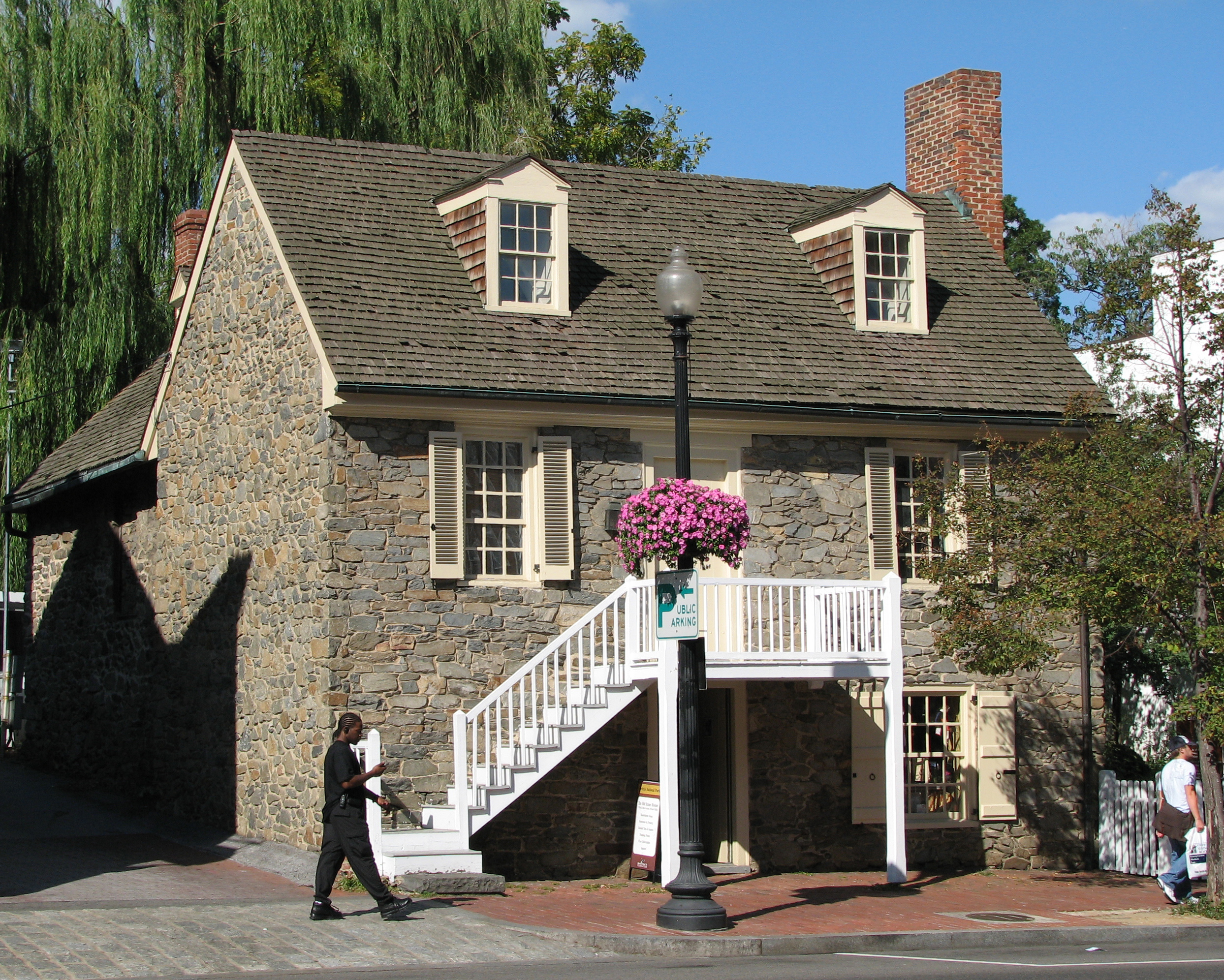
La Old Stone House, la casa d'inspecció fundada per Gordon.

Una de les empreses exportadores de tabac més prominents era Forrest, Stoddert & Murdock, que havia estat fundada el 1783 a Georgetown, per Uriah Forrest, Benjamin Stoddert i Jhon Murdock.
Georgetown va ser establert el 1751 quan la Legislatura de Maryland li va comprar seixanta acres de terra a Gordon i Beall per £ 280. Com Georgetown va ser fundat durant el regnat de Jordi II d'Anglaterra, alguns especulen que el poble va ser nomenat en honor d'ell. Una altra teoria postula que el poble va ser batejat així pels seus fundadors, George Gordon i George Beall.